# Дракон Уэссекса

Современная версия флага Уэссекса (1965)

Дракон или виверна — один из символов Уэссекса.

## История

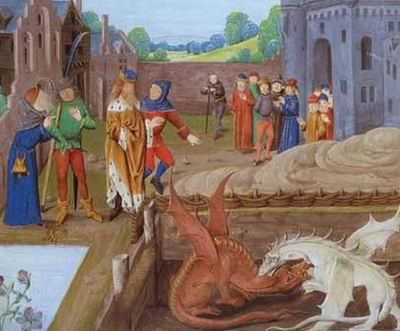
Красный и белый драконы в Динас Эмрис, иллюстрация «Истории королей Британии» Гальфрида Монмутского

Белый дракон в качестве символа саксов (в противоположность кельтскому, красному) упоминается в истории о строительстве королём Вортигерном крепости Динас Эмрис (V век).
И Генрих Хантингдонский, и Матфей Вестминстерский упоминали золотого дракона, поднятого над битвой при Бурфорде западными саксами в 752 году. Гобелен из Байё изображает павшего золотого дракона, также красно-золото-белый дракон был стягом короля Гарольда II (бывшего и эрлом Уэссекса). Однако драконьи стяги были широко распространены в Европе того времени (происходя от знамён римских когорт), и нет уверенности, что дракон обозначал Уэссекс.
Секция витража XVIII века из цветного стекла Эксетерского кафедрального собора показывает, что дракон в довикторианские времена связывался с королевством Уэссекс. Эта ассоциация была популяризирована в XIX веке, отчасти благодаря работам Эдварда Фримена. Ко времени пожалования Геральдической палатой герба совету графства Сомерсет в 1911, красный дракон стал признанной геральдической эмблемой древнего королевства. Следуя этому прецеденту, в 1937 году совет графства Уилтшир тоже получил подобный герб. Два золотых дракона стали щитодержателями герба совета графства Дорсет в 1950 году.
В британской армии виверны используются для обозначения Уэссекса в 43-й (Уэссексской) пехотной дивизии (золотой виверн на чёрном фоне) и Уэссексских бригады и полка (кокарда с геральдическим чудовищем).
Когда Софи, графине Уэссекса, пожаловали герб, левым щитодержателем стал синий виверн, описанный Геральдической палатой как «геральдическое чудовище, которое долго ассоциировалось с Уэссексом».
Уэссексское общество продвигает использование флага, нарисованного Уильямом Крэмптоном, с геральдическим золотым виверном на красном фоне. 

## Приписываемый герб

Герб королевства Уэссекс — вымышленный, поскольку во времена его существования (VI—X вв.) геральдики ещё не появилось. Это не исключительный случай для европейских геральдический авторов, которые снабжали гербами и всю девятку древних героев (трёх библейских, трёх античных, трёх христианских).
На раннем гербе Уэссекса (XIII век) были золотые крест и четыре мартлета.